# Berling (dvärg)
Berling var en dvärg i nordisk mytologi. Han var en av de fyra dvärgarna som smidde Frejas bröstsmycke Brisingamén.